# Nathalie Stutzmann
Nathalie Stutzmann (Suresnes (Alts del Sena), 6 de maig, 1965) és una cantant d'òpera (contralt) i directora d'orquestra francesa. És directora principal de l'Orquestra Simfònica de Kristiansand a Noruega, directora principal convidada de l'Orquestra de Filadèlfia i directora musical de l'Orquestra Simfònica d'Atlanta.

## Biografia
Stutzmann va estudiar inicialment piano, fagot, música de cambra i direcció al Conservatori de Nancy fins a 1982. Va rebre les seves primeres lliçons de cant de la seva mare, la soprano Christiane Stutzmann. La filla inicialment va haver de superar la seva decepció per la seva veu "massa profunda". De 1983 a 1987 va estudiar cant de cançons amb Michel Sénéchal i Hans Hotter a l'Escola de l'Òpera de París. La seva veu fosca i ressonant ha estat descrita com "agredolça". Ella descriu la seva veu com "contralto", és a dir, contra-alt.
Va debutar l'any 1985 a la Salle Pleyel de París amb el Magnificat de Johann Sebastian Bach i aviat va actuar a París, Múnic, Berlín, Barcelona, Lisboa, Zuric, Moscou, Brussel·les, Amsterdam i altres ciutats. Va treballar amb Seiji Ozawa, Manuel Rosenthal, Claudio Scimone, Enoch zu Guttenberg, Mstislav Rostropovich, Michel Plasson, Sir Colin Davis i Alain Lombard. El 1987 va guanyar la primera edició del Concurs Internacional de Cant Noves Veus de la Fundació Bertelsmann.
Com a cantant de concert va actuar, entre altres coses, amb l'Orquestra Reial del Concertgebouw, l'Orquestra Simfònica de Londres, l'Orquestra de París, l'Orquestra Simfònica de Boston i l'Orquestra de Cleveland, la Staatskapelle Dresden i l'Orquestra Simfònica de la Ràdio de Baviera. Va cantar a la Missa Solemnis de Beethoven, va interpretar la Rapsòdia per a contralt de Brahms i com a solista a les simfonies de Mahler i la (Cançó de la Terra), Das Lied von der Erde.
A l'escenari de l'òpera, Stutzmann va cantar el paper principal a Giulio Cesare i Radamisto de Händel, el Disinganno a Il Trionfo del Tempo i l'Amastre a Xerxes del mateix compositor, l'Orfeo a Orfeo ed Euridice de Gluck i l'Erda a Das Rheingold de Wagner.
Com a cantant de lieder, Stutzmann ha treballat principalment amb la pianista sueca Inger Södergren des de 1994. El focus del seu repertori són les cançons de compositors francesos i alemanys com Ernest Chausson, Gabriel Fauré, Francis Poulenc i Robert Schumann. L'any 2004 es va publicar una gravació del Viatge d'hivern Winterreise, de Schubert.
Ja un artista reconeguda internacionalment, Stutzmann va estudiar direcció amb Jorma Panula. Va rebre més inspiració de Sir Simon Rattle. El 2008, va fer la seva primera aparició oficial com a directora quan va dirigir la "Mito Chamber Orchestra" al Japó per invitació del seu mentor Seiji Ozawa. El 2009 va fundar la seva pròpia orquestra de cambra "Orfeo 55", que tocava tant instruments moderns com històrics. El conjunt es va dissoldre el 2019.
Com a directora convidada, ha treballat, entre d'altres, amb l'Orquestra Filharmònica de Rotterdam, la Royal Philharmonic Orchestra d'Estocolm, la Berliner Symphoniker, l'NDR Elbphilharmonie Orchestra, la Bamberger Symphoniker, l'Orquestra Simfònica de Londres, l'Orquestra Simfònica Estatal de São Paulo. , l'Orquestra de Minnesota, la National Symphony Orchestra de Washington i l'Orquestra Simfònica de Saint Louis.
Va actuar com a directora d'òpera amb interpretacions de Tannhäuser de Wagner el 2017 a l'Òpera de Mònaco i de Mefistofele de Arigo Boito el 2018 al "Festival Chorégies" d'Aurenja de Provença. El 2023 va dirigir Tannhäuser al Festival de Bayreuth.
Del 2017 al 2020 va ser directora convidada principal de l'Orquestra Simfònica Nacional RTE de Dublín. Des del 2018 és directora en cap de l'Orquestra Simfònica de Kristiansand a Noruega. Ha estat nomenada directora convidada principal de l'Orquestra de Filadèlfia per a la temporada 2021/22. A partir de la temporada 2022/23 ocuparà el càrrec de directora musical de l'Orquestra Simfònica d'Atlanta. El novembre de 2022 es va anunciar que Julian Rachlin la succeiria com a director de l'Orquestra Simfònica de Kristiansand al començament de la temporada 2023/24.
La seva discografia com a cantant inclou més de 75 títols, incloent obres de Bach i Händel a Mozart, Schubert, Schumann i Brahms a Xostakóvitx, Prokofiev i Honegger. Stutzmann imparteix classes magistrals arreu del món.

## Premis
- El 2020 va ser nomenada comandant de l'Ordre del Mèrit de França "Ordre des Arts et des Lettres".[11]
- El 2019 va ser nomenada Cavaller de la Legió d'Honor francesa.[12]
- El 2014 es va convertir en cavaller de l'Orde del Mèrit Cultural (Mònaco)[13]
- El 1987 va guanyar el primer premi al 1r Concurs Internacional de Cant Noves Veus organitzat per la Fundació Bertelsmann.[14]

Els seus enregistraments van rebre, entre d'altres, el "Premi de la Crítica del Disco Alemany", el "Diapason d'or", el "Premi de l'Acadèmia del Disc del Japó" i un Grammy.